# Mariandinok
A mariandinok ókori nép, Bithünia északi részén éltek. Nem azonosak a trákiai thünoszokkal vagy Bithünia őslakóival. Hérodotosz szerint a perzsa seregben együtt harcoltak a paphlagóniaiakkal. Sztrabón is említést tesz róluk.